# ستيف ريتش
ستيف ريتش (بالإنجليزية: Steve Reich)‏ هو موسيقي وكاتب وملحن أمريكي، ولد في 3 أكتوبر 1936 في نيويورك في الولايات المتحدة.

## وصلات خارجية
- الموقع الرسمي
- ستيف ريتش على موقع IMDb (الإنجليزية)
- ستيف ريتش على موقع الموسوعة البريطانية (الإنجليزية)
- ستيف ريتش على موقع مونزينجر (الألمانية)
- ستيف ريتش على موقع ميوزك برينز (الإنجليزية)
- ستيف ريتش على موقع أول موفي (الإنجليزية)
- ستيف ريتش على موقع إن إن دي بي (الإنجليزية)
- ستيف ريتش على موقع أول ميوزيك (الإنجليزية)
- ستيف ريتش على موقع ديسكوغز (الإنجليزية)
- ستيف ريتش على موقع قاعدة بيانات الفيلم (الإنجليزية)
- ستيف ريتش على موقع كينوبويسك (الروسية)